# Castello di Saint-Marcel
Il castello di Saint-Marcel (in francese château de Saint-Marcel), si trova in località Surpian nel comune di Saint-Marcel, sul lato della destra orografica della Valle d'Aosta. Il castello è in corso di restauro: nel novembre del 2010 la giunta regionale ha approvato l'avvio delle indagini archeologiche per la restitution del monumento in previsione di un suo riutilizzo a fini culturali. Di proprietà della Regione Valle d'Aosta, il castello è rimasto accessibile al pubblico solo durante le visite guidate gratuite ai lavori di scavo e restauro organizzate in sporadiche occasioni estive durante il 2011.

## Architettura

Piantina del castello di Carlo Nigra

Il castello alla sua costruzione aveva una pianta fondamentalmente quadrata da castello-residenza monoblocco, a cui i signori di Fénis aggiunsero un corpo occidentale a pianta rettangolare per ospitarvi un appartamento. La struttura era dominata da una torre a sezione quadrata posta a nord-ovest; il corpo principale era stato ingentilito da due torrette montate su beccatelli che sporgevano dagli angoli nord ed est simili a quelle del castello di Ussel.
Le sale erano coperte di soffitti lignei e in vari interni sono ancora visibili i resti di grandi camini.
Se l'abbandono di secoli ne compromisero la struttura fino alla completa perdita della copertura, il recupero del 2011-2012 ha previsto la cerchiatura della torre e del corpo di ponente e una nuova opera di copertura del tetto; la torre ha anche subito un intervento di risarcitura del lato sud che era parzialmente distrutto.

## Storia
Il castello di Saint-Marcel nella sua forma attuale fu costruito sui resti di una precedente casa forte da Giacomo di Challant-Aymavilles, figlio di Luigi di Challant, tra la fine del XV secolo e l'inizio del XVI secondo l'impianto di castello rurale-residenza. Su Saint-Marcel insisteva già il feudo omonimo, alle dipendenze del feudo di Ussel, di cui condivise la storia della proprietà: entrambi infatti furono fin dalle origini della potente famiglia degli Challant.
Il primo signore di Saint-Marcel noto fu Ebalo Magno, già visconte di Aosta, che ai possedimenti di Challant, Graines e Fénis - già nelle mani dei suoi predecessori - aggiunse le signorie di Saint-Marcel, Ussel e Chenal di Montjovet. 

Il castello di Saint-Marcel prima del restauro. Si noti la mancanza del tetto. (Foto:C. Nigra)

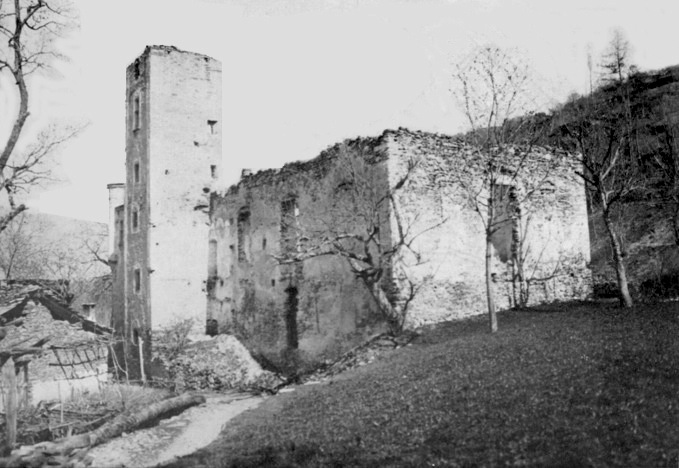
Il castello di Saint-Marcel prima del restauro. (Foto di Jules Brocherel)

Nel XVII secolo venne "sequestrato" dal barone Paolo Emanuele di San Secondo come garanzia della dote della futura moglie e venne successivamente posseduto da Carlo Emanuele di San Secondo; restò ai conti Bianco di San Secondo di Pinerolo fino all'acquisto, nel XVIII secolo, da parte della  "Società esploratrice delle miniere di Saint-Marcel".
Nel XX secolo, quando entrò tra le proprietà comunali, versava in completa rovina.
Rientrato nel programma "Alcotra 2007-2013" come progetto n. 107, è uno dei castelli in via di recupero da parte dell'amministrazione regionale come sito pilota, insieme al castello di Graines, del programma europeo Interreg IIIA "AVER. Anciens Vestiges En Ruine", progetto per trovare la metodologia ottimale per il recupero e il restauro dei castelli medievali ridotti a rudere. Il restauro è già in corso e si protrarrà prevedibilmente per tutto il 2012. Se prima del restauro del 2011 versava in cattivo stato di conservazione, oggi il castello appare in migliori condizioni, anche se probabilmente non sarà restituito alla cittadinanza in tempi brevi.